# Nicola Zalewski
Nicola Zalewski, född 23 januari 2002 i Tivoli i Italien, är en polsk fotbollsspelare som spelar för italienska Inter, på lån från Roma. Han representerar även Polens landslag.

## Klubbkarriär
Den 29 december 2021 förlängde Zalewski sitt kontrakt i italienska Roma fram till juni 2025. Den 1 februari 2025 lånades han ut till Inter på ett låneavtal över resten av säsongen.

## Landslagskarriär
Zalewski debuterade för Polens landslag den 5 september 2021 i en 7–1-vinst över San Marino, där han blev inbytt i den 66:e minuten mot Tymoteusz Puchacz. Zalewski har varit en del av Polens trupp vid VM 2022 i Qatar. I öppningsmatchen mot Mexiko ingick han i startelvan men blev utbytt i halvtid.